# 이수성 (생물학)
이수성(異數性, aneuploidy)은 상동 염색체의 개수가 정상과 다른 현상이다.

## 같이 보기
- 다운 증후군
- 클라인펠터 증후군
- 에드워드 증후군
- 파타우 증후군
- 터너 증후군